# Erotische Geschichten aus 1001 Nacht
Erotische Geschichten aus 1001 Nacht ist ein Film des italienischen Regisseurs Pier Paolo Pasolini aus dem Jahr 1974. In einzelnen Episoden erzählt er 15 Geschichten aus der orientalischen Märchensammlung Tausendundeine Nacht. Die Haupthandlung folgt der Geschichte Die Sklavin Sumurrud und Alischar (ANE 82).

## Handlung
Die zentrale Geschichte des Films ist jene der Liebe des jungen Nur-ed-Din zu seiner Sklavin Zumurrud, die von Räubern entführt worden ist und die er nach langer Irrfahrt als männlichen König in einem Palast wiederfindet. Sein Liebestraum geht glücklicherweise noch in Erfüllung. Der Irrfahrt entspricht das Schachtelprinzip des Films, mit dem die anderen Geschichten erzählt werden: Der Dichter und die jungen Männer, die sich gegenseitig Liebesfreuden und Wissen schenken; der afrikanische König und die Königin, die ein junges Liebespaar beobachten; Yuman, der gezwungen ist, einen Unschuldigen zu töten, um ein Hexenwerk zu überwinden und aus schlechtem Gewissen Mönch wird; Aziz, der unwissentlich seine Verlobte Aziza an ihrem Leid sterben lässt, weil er wegen eines geheimnisvollen und grausamen Mädchens den Verstand verliert; Shahzaman, der eine gefangene Prinzessin findet und mit ihr schläft, weshalb ein Dämon die Prinzessin tötet und Shahzaman in einen Affen verwandelt, der dank des Opfers einer weiteren Prinzessin seine menschliche Gestalt zurück erhält.

### Nur-ed-Din und Zumurrud
Der junge Nur ed-Din kauft die Sklavin Zumurrud auf dem Markt. In Wirklichkeit ist es das Mädchen, das den Besitzer auswählt, weil sie im Vergleich zu anderen Käufern etwas Gutes und Schönes in ihm sieht. Nur ed-Din nimmt Zumurrud mit in sein Haus, wo sie eine leidenschaftliche Liebesnacht verbringen. Zumurrud geht fort und in männlichen Gewändern nennt sie sich König Sair. Bevor die beiden sich wiedertreffen, werden Geschichten erzählt.

### Aziz und Tagi
Der Fremde Tagi begegnet auf der Straße dem jungen weinenden Mann Aziz, der ihn kaum sieht und versucht, ein Pergament vor seinen Augen zu verbergen, das einen von zwei Gazellen flankierten Baum darstellt. Tagi bittet darum, dieses Pergament zu sehen und Aziz bricht dann in Tränen aus.
Tagi bittet um eine Erklärung und der Junge beginnt, seine traurige Geschichte zu erzählen: Aziz soll seine Cousine Aziza heiraten, doch kurz vor der Zeremonie, während sie auf einen Freund wartet, fällt ein Taschentuch auf Aziz, das von einem mysteriösen jungen Mädchen geworfen wird; Aziz und Boudour, jene junge Frau, schlafen miteinander. Gleichzeitig wird Aziza schwächer und stirbt unter Tränen. Aziz entdeckt den Tod seiner Braut und Boudour sagt ihm, dass er Geld leihen soll, um ein prächtiges Marmorgrab für sie zu bauen. Doch Aziz taucht nicht einmal bei der Beerdigung auf und behält das Geld mit dem Ziel, sein Leben mit Boudour zu verbringen. Als Aziz zurückkehrt, wird er gewaltsam in ein Haus gebracht, wo er gezwungen wird, ein junges Mädchen zu heiraten und Boudour zu vergessen. Nach einem Jahr wird er Vater, hat aber seine Liebe Boudour nicht vergessen und findet sie, auf ihn wartend. Entschlossen, sich zu rächen, entmannt sie ihn. Er kehrt zu Azizas Haus zurück, wo er deren Mutter vorfindet, die ihm ein von ihrer Tochter besticktes Gewand und ein Pergament mit Sätzen für ihre Liebe überreicht. Aziz wird von Reue überwältigt und bricht in Tränen aus. Dieses Pergament ist jenes, das er Tagi zeigte.

### Tagi und Dunya
Das Mädchen Dunya in ihrem Palast hat einen seltsamen Traum: In einer Leinwand ist ein graues Taubenmännchen gefangen, das sich trotz aller Bemühungen nicht selbst befreien kann. Nach einiger Zeit kommt ein weißes Taubenweibchen an und rettet das Männchen. Doch als die weiße Taube in einem anderen Netz gefangen ist, flattert die männliche Taube fort und überlässt sie ihrem Schicksal. Dunya interpretiert den Traum als klaren Hinweis auf den Verrat, den Männer an ihren Frauen beharren. Deshalb beschließt sie, nie zu heiraten. Sie lässt von dem Traum ein großes Wandmosaik an der Decke in Auftrag zu geben, das darstellt, was sie jede Nacht sieht.
Bald darauf kommt Tagi an und schläft mit Dunya. Sie legt sich zu dem nackten Tagi, dicht an seinen Penis, und ist glücklich. Sie weiß nun, dass Tagi, der auch durch die Geschichte von Aziz gelernt hat, sie liebt.
Tagi begegnet zwei schönen jungen Männern, die sich als Prinzen zu erkennen geben. Sie erzählen ihm ihre Geschichten. Zuerst erzählt Shahzaman, dann Yunan.

### Shahzaman
Shahzamans Abenteuer beginnt, als er in der Wüste nach einem Überfall von Räubern vorgibt, tot zu sein, um während des Kampfes dem sicheren Tod zu entgehen. Der Gefahr entkommen, geht er in eine Stadt, wo er als Zimmermann arbeitet. Auf der Baustelle angekommen, entdeckt Shahzaman eine geheime Falltür, geht hinein und findet einen geheimen Aufenthaltsort. In dem schönen Haus lebt als Gefangene eines Dämons eine junge Prinzessin, mit der Shahzaman eine Nacht inniger Liebe verbringt. Während er stolz seinen erigierten Penis in den Händen hält, verkündet er, sie von dem Dämon zu befreien. Er schlägt furchtlos auf eine Tafel mit Schriftzeichen, so dass der Dämon jeden Moment eintreffen könnte. Der nackte Shahzaman schlüpft in seine Hosen und flieht, lässt aber seine Schuhe zurück.
Tatsächlich trifft kurz nach der Flucht Shahzamans ein rothaariger junger Mann, der Dämon, ein. In der Stadt nach dem Besitzer der Schuhe suchend, zeigt ihm der Schuhmacher, der die Schuhe an Shahzamàn verkauft hat, wo der Zimmermann wohnt und der Dämon führt Shahzaman zurück in das Versteck der Prinzessin. Nun schlägt der Dämon den beiden jungen Leuten vor, sich gegenseitig zu töten. Doch die beiden reagieren nicht. Shahzaman sieht tatenlos zu, wie der Dämon der nackten Prinzessin, über ihr stehend, mit einem Schwert erst die Hände und dann die Füße abhackt. Als Shahzaman weint, schlägt der Dämon der Prinzessin schließlich den Kopf ab. Dann umarmt er Shahzaman und fliegt mit in ihm die Wüste. Dort verwandelt der Dämon ihn in einen Berberaffen.
In der Gestalt des Affen wird Shahzaman von einer Gruppe von Reisenden mitgenommen, die während einer Seereise darüber nachdenken, wie sie ihre Denkmäler beschreiben sollen. Dann nimmt Shahzaman, um erkannt zu werden, ein Blatt und beginnt, eine Rede zu schreiben. Die Botschaft reicht von Arabien bis ins ferne Indien, wo der König den Autor einer so perfekten Handschrift sofort herbeirufen möchte. Der Affe wird triumphierend durch die Stadt getragen und schließlich vor Gericht gebracht, wo die Königstochter ihn als einen vom Dämon verfluchten Mann erkennt. Sie sagt ihrem Vater, dass sie diesen Mann, einen Prinzen, retten kann, wenn sie sich selbst opfert. Der König erlaubt ihr das Opfer: Sie verwandelt Shazaman in seine menschliche Gestalt zurück. Die Prinzessin geht in Flammen auf, verbrennt und ist tot. Shahzaman ist nach dem Opfer der ersten Prinzessin von diesem zweiten Opfer der zweiten Prinzessin bewegt. Er bittet den Vater der verbrannten Prinzessin, ihn wieder in sein Land zu bringen. Der König, ebenfalls gerührt vom Opfer seiner Tochter für den schönen Prinzen, sendet den geretteten Shahzaman heim.

### Yunan
Prinz Yunan, der den Palast nie verlassen hat, will  die Welt kennenlernen und bittet seinen Vater um Erlaubnis. Dieser stimmt zu und der junge Mann macht sich auf den Weg mit einem Schiff, das bald Schiffbruch erleidet. Nackt auf einer Insel angekommen, entdeckt er auf einer Kuppel die Statue eines Ritters, der dieses Land mit einem Fluch belegt hat. Auf göttlichen Rat hin nimmt Yunan einen Pfeil und tötet den Ritter, der zwischen die Felsen fällt. Am Strand findet Yunan eine Falltür. Er kommt in die Gemächer eines fünfzehnjährigen Königs. Der bittet Yunan, ihn nicht zu töten, weil eine grausame Prophezeiung enthüllte, dass ein nackter junger Mann, der auf der Insel ankommen wird, ihn töten würde. Der gute Yunan beruhigt ihn und nimmt sogar ein Bad mit dem Jungen und sie umarmen sich heftig beim Spielen. In der Nacht nach dem Beischlaf holt Yunan wie ein Schlafwandler aus einem Regal einen Dolch und sticht diesen dem jungen König in den Rücken. Dann legt er sich wieder zu ihm. Am nächsten Morgen, entsetzt über seine Tat, rennt Yunan zum Strand, wo er vom Schiff seines Vaters entdeckt wird. Sie bringen Yunan heim. Die Prophezeiung hat sich erfüllt und Yunan beschließt nun, ins Exil in ein fernes Land zu gehen.

### Nur ed-Din und Zumurrud
Nur ed-Din wird von Zumurrud in Gestalt des Königs Sair in dessen Gemächer gerufen. Dieser weiß nicht, was er will, beschließt aber zu gehorchen, um den Herrscher nicht in Wut zu versetzen. Im Zimmer des Königs angekommen, fragt Zumurrud Nur ed-Din, ob der Junge weiß, wer sie ist. Nur ed-Din weiß nicht, was er sagen soll, dann bittet Zumurrud ihn, sich zu entkleiden und sich auf das Hochzeitsbett zu legen, um sich dann auch auszuziehen und ihre wahre Identität preiszugeben. Nur ed-Din umarmt Zumurrud glücklich. Er wird mit ihr die Stadt regieren.

## Hintergrund
Die Haupthandlung des Films folgt der Tausendundeine-Nacht-Geschichte Die Sklavin Sumurrud und Alischar (ANE 82).
Das Leitmotiv des Films: Alle Geschichten beginnen mit einer Reise oder passieren einem Reisenden. Auch für die Filmcrew war die Verwirklichung des Films eine Reise: Gedreht wurde in den Wüsten Eritreas und des Jemen sowie in Nepal.
Der Film ist der letzte aus Pasolinis Trilogie des Lebens. Die anderen beiden Filme der Trilogie sind Decameron von 1970 und Pasolinis tolldreiste Geschichten aus dem Jahre 1972.

## Auszeichnungen
Der Film war bei dem Filmfestival in Cannes 1974 im Wettbewerb um die Goldene Palme. Für seine Regieleistung wurde Pasolini mit dem Großen Preis der Jury ausgezeichnet.